# Space and Science Research Center
Het Space and Science Research Center (SSRC) is gevestigd in Orlando, Florida.
Het is een internationaal wetenschappelijk onderzoeksinstituut dat gespecialiseerd is in het analyseren van klimaatveranderingen gebaseerd op de Relational Cycle Theory.
SSRC bestudeert het toekomstig zonneminimum, "solar hibernation" genoemd.
SSRC voorspelt dat dit zonneminimum belangrijke effecten kan hebben op wereldvlak, voor landbouw en economie.